# Alte Bürg (Möckmühl)
Die Alte Bürg ist eine abgegangene hochmittelalterliche Spornburg auf 251 m ü. NN bei Möckmühl im Landkreis Heilbronn im nördlichen Baden-Württemberg.

## Geographische Lage
Die Alte Bürg befindet sich auf einem Bergsporn zwischen Seckach und Hannackerklinge, ungefähr einen Kilometer nordwestlich des Ortskerns von Möckmühl. Von der Anlage sind oberirdisch keine Mauerreste zu erkennen, doch zeichnet sich im Geländeverlauf noch gut der künstliche Halsgraben ab, der den Burgstall von der restlichen Hochfläche trennt.

## Geschichte
Die Datierung der bereits im 19. Jahrhundert bekannten Anlage erfolgt vor allem durch die große Anzahl von Keramikscherben, die bei Grabungen in den Jahren 1962 bis 1964 am Burgstall gefunden wurden. Die Scherben werden in den Zeitraum von 1150 bis 1250 datiert. Gotische Keramik wurde keine aufgefunden, so dass die Burg um 1300 wohl schon verlassen war. Vier vorgefundene Silbermünzen wurden ebenfalls zur Zeit der Kaiser Friedrich Barbarossa oder Heinrich VI. geprägt und bestätigen die Datierung. Zu den weiteren Funden zählen Hohlziegel, Pfeilspitzen, Messer, Nägel, Kettenglieder sowie ein romanischer Säulenkämpfer.
Nach bisherigem Forschungsstand wird die Alte Bürg als Sitz des einstigen Möckmühler Ortsadels, d. h. der Herren von Möckmühl, betrachtet, während die heute noch erhaltene Burg Möckmühl im hohen Mittelalter der Sitz der Herren von Dürn war. Der zur Alten Bürg gehörende Burgweiler war wohl die ebenfalls abgegangene Alte Stadt im Tal östlich des Burgstalls. Der Niedergang der Burg steht wahrscheinlich in zeitlichem Zusammenhang mit dem Verschwinden der Herren von Möckmühl, die schon im 14. Jahrhundert nur noch andernorts nachweisbar sind.